# Holsbeek
Holsbeek este o comună în provincia Brabantul Flamand, în Flandra, una dintre cele trei regiuni ale Belgiei. Comuna este formată din localitățile Holsbeek, Kortrijk-Dutsel, Nieuwrode și Sint-Pieters-Rode. Suprafața totală este de 38,50 km². Comuna Holsbeek este situată în zona flamandă vorbitoare de limba neerlandeză a Belgiei. La 1 ianuarie 2008 comuna avea o populație totală de 9.460 locuitori.